# Flemming Sørensen (journalist, født 1956)
 Der er flere personer med dette navn, se Flemming Sørensen.
Flemming Sørensen (født 9. december 1956) er en dansk journalist og forfatter.
Sørensen er uddannet fra Danmarks Journalisthøjskole 1976-1980. Har arbejdet på Ekstra Bladet, Børneavisen een for alle, som freelancer, på Den nye Demokraten, Det ny Notat, Ritzaus Bureau, for Socialistisk Folkeparti og som informationschef for DSB restauranter og kiosker. 1988-2001 lektor på Danmarks Journalisthøjskole, i en periode som studieleder. Siden 2001 selvstændig virksomhed som bladudviklingskonsulent. Bror til tidligere skatteminister Benny Engelbrecht.

## Udgivelser
Flemming Sørensen har skrevet følgende litteratur:
- Arbejdsmiljø - hvordan?, SP Forlag, 1977.[3]
- Den tredje vej - SF gennem 25 år,, SF Århus, 1984.[3]
- Register-samfundet, Chr. Erichsens Forlag, 1984.[4]
- Data-tyvene, roman, Chr. Erichsens Forlag, 1985.[5]
- Politiet - i virkeligheden, Danmarks Radio, 1986.
- I demokratiets grænseland - en bog om de danske efterretningstjenester, SP Forlag 1987.[3]
- Sygehuset, kriminalroman, Forlaget Hovedland 1990.[6]
- New Media, New Journalism, European Journalism Training Association, 1996.
- Kunsten at lave blade – hvad enhver redaktør bør vide om journalistik, design og kunsten at fange læserne, Forlaget Ajour 2000, 2. udgave, 2001.[7]
- Visual Voice, privat udgivelse, 2002.
- Kunsten at redigere, Forlaget Ajour, 2002.[8]
- Finn Nygaard with friends, privat udgivelse, 2005.
- Risiko for kulturchok, Forlaget Katapult, 2012.[9]
- Glimt af hverdagen, Forlaget Ajour, 2012.
- Teatret Svalegangen, 2013.[10][11]
- Teaterliv, Forlaget Hovedland, 2013.[10]
- Lav dine egne krydsord – Sådan gør du, skridt for skridt, Forlaget Bogan, 2014.
- Mere end tusind ord... – JYFO gennem 50 år, JYFO 2014.
- Vestre Landsret – Fra Gråbrødre Kirke Stræde til Asmildklostervej, Vestre Landsret 2014.
- Den Hvide Bog, Carte Blanche 2014.

"De politiske håndværkere- om magt, indflydelse og resultater på Christiansborg", Forlaget Pressto 2017, sammen men Benny Engelbrecht.